# Émile Veinante
Émile Veinante (Metz, 12 de junho de 1907 - Dury, 18 de novembro de 1983) foi um futebolista francês que atuava como atacante.
Veinante nasceu em Metz, quando a região da cidade - a Lorena - pertencia ao Império Alemão. Após a Primeira Guerra Mundial, a região seria reanexada pela França, e pela seleção deste país ele competiu nas Copas de 1930 e 1938.